# توماس ميتلاند كليلاند

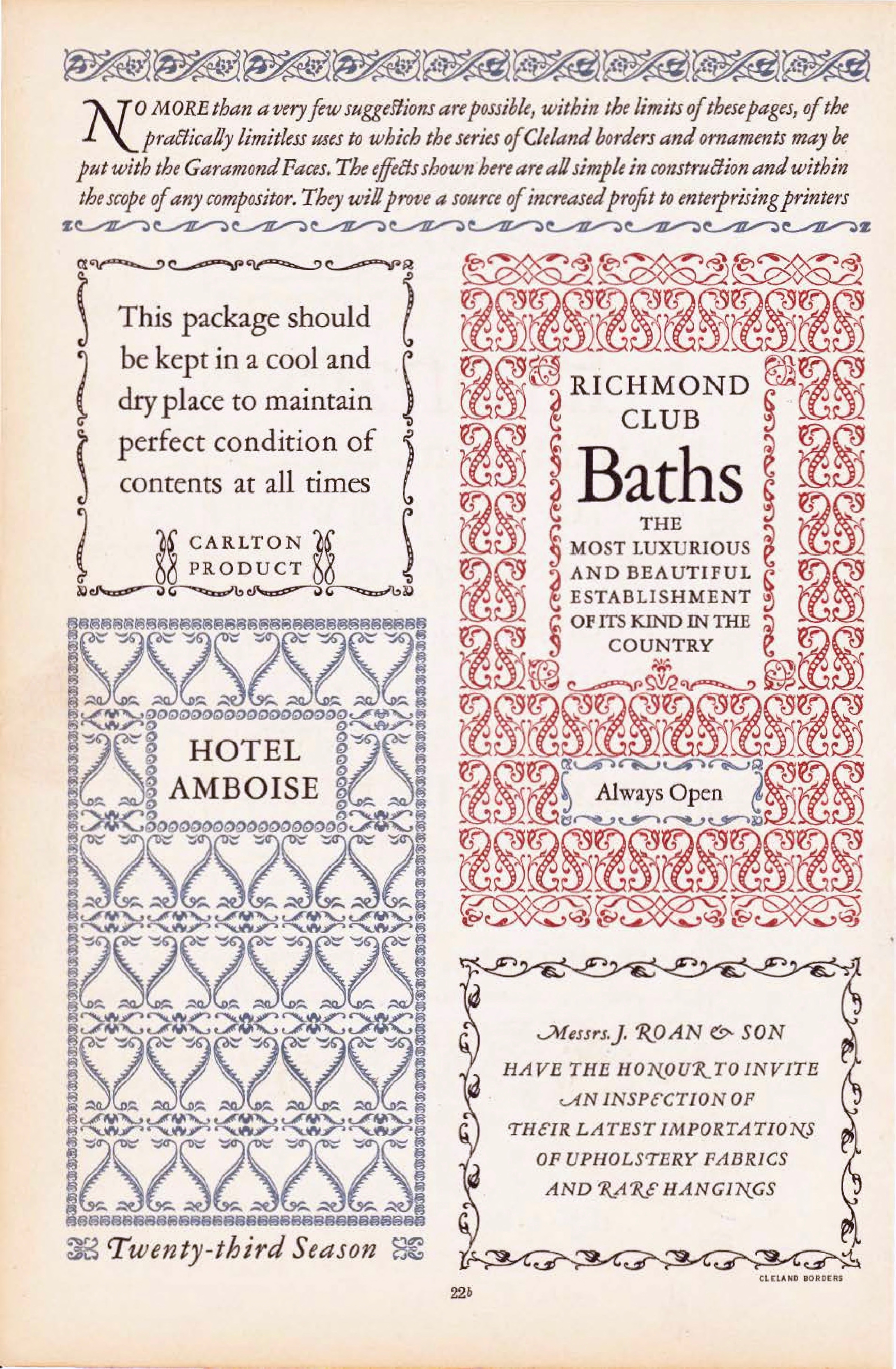
صفحة 22ب من كتالوج عينات ATF لعام 1923

توماس ميتلاند كليلاند (بالإنجليزية: Thomas Maitland Cleland) هو رسام أمريكي، ولد في 1880، وتوفي في 1964.